# Ludwig August Bretschneider

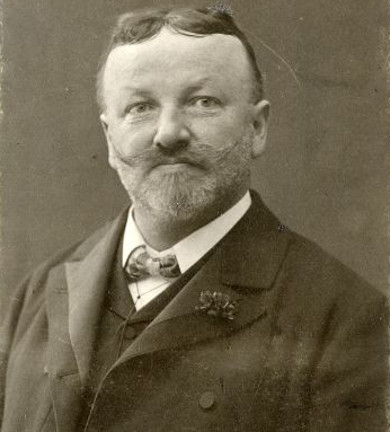
Ludwig Bretschneider

Ludwig August Bretschneider (* 22. August 1860 in Wien; † 4. August 1929 ebenda) war ein österreichischer Politiker der Sozialdemokratischen Arbeiterpartei Österreichs (SDAP).

## Ausbildung und Beruf
Ludwig August Bretschneider besuchte nach der Volksschule eine Kunstgewerbeschule. Er arbeitete als Bildhauer, Redakteur der Gleichheit, der Arbeiter-Zeitung und der Volkstribüne. Er wurde am Friedhof der Feuerhalle Simmering bestattet.

## Privat
Der Sohn eines Zeugmachers kam in einem jener Häuser an der Rechten Wienzeile zur Welt, die später der Errichtung des Vorwärts-Gebäudes weichen mussten.

## Politische Funktionen
- Mitglied des Parteivorstandes der Sozialdemokratischen Arbeiterpartei und Parteisekretär
- 1907: Reichsratsabgeordneter
- 1918–1919: Abgeordneter zum Niederösterreichischen Landtag
- 21. Oktober 1918–16. Februar 1919: Mitglied der Provisorischen Nationalversammlung
- 4. März 1919–9. November 1920: Mitglied der Konstituierenden Nationalversammlung
- 10. November–18. Mai 1927: Abgeordneter zum Nationalrat

Ludwig August Bretschneider war an der Organisation des Hainfelder Parteitags beteiligt. 1890 organisierte er an Stelle des inhaftierten Victor Adler die Feierlichkeiten zum 1. Mai. Da er für die „Gleichheit“ und die „Arbeiter-Zeitung“ verantwortlich war, wurde er mehrfach von der Polizei inhaftiert.

## Gedenken
Zum Gedenken an Ludwig August Bretschneider wurde 1930 die Bretschneidergasse im 19. Wiener Gemeindebezirk Döbling nach ihm benannt.